# Sofia Open 1981
Il Sofia Open 1981 è stato un torneo di tennis giocato sul sintetico indoor. È stata la 2ª edizione del Sofia Open, che fa parte del Volvo Grand Prix 1981. Il torneo si è giocato a Sofia in Bulgaria, dal 14 al 20 dicembre 1981.

## Campioni

### Singolare maschile
Richard Meyer ha battuto in finale  Leo Palin con il punteggio di 6–4, 7–6, 7–6

### Doppio maschile
Thomas Emmrich /  Jiří Granát hanno battuto in finale  Ismail El Shafei /  Richard Meyer con il punteggio di 7–6, 2–6, 6–4